# جاك تورنر (لاعب كرة سلة)
جاك تورنر (29 يونيو 1930 في الولايات المتحدة - 5 أكتوبر 2014 في الولايات المتحدة) (بالإنجليزية: Jack Turner)‏ هو لاعب كرة سلة أمريكي في مركزي مدافع مسدد الهدف وهجوم صغير الجسم. لعب مع نيويورك نيكس.

## وصلات خارجية
- جاك تورنر (لاعب كرة سلة) على موقع إن بي أي (الإنجليزية)
- جاك تورنر (لاعب كرة سلة) على موقع سبورتس رفرنس (الإنجليزية)
- جاك تورنر (لاعب كرة سلة) على موقع كلية كرة السلة في سبورتس رفرنس.كوم (الإنجليزية)
- جاك تورنر (لاعب كرة سلة) على موقع ريلجم (الإنجليزية)